# Anolis luteosignifer
Anolis luteosignifer är en ödleart som beskrevs av  Garman 1888. Anolis luteosignifer ingår i släktet anolisar, och familjen Polychrotidae. Inga underarter finns listade i Catalogue of Life.